# 塩口哲朗
塩口 哲朗（しおぐち てつお、1948年（昭和23年）11月4日 - ）は、日本の外交官。 

## 経歴・人物
兵庫県出身。六甲中学校・高等学校を経て、1973年（昭和48年）一橋大学法学部卒業、外務省入省。佐藤直子（テニス選手）は妻。
- 1972年（昭和47年）  外務公務員採用上級試験に合格
- 1973年（昭和48年） 4月 外務省入省、フランス語研修
- 1989年（平成元年） 10月 文化交流部文化第二課長
- 1990年（平成2年） 2月 内閣官房長官秘書官
- 1992年（平成4年） 1月 欧州共同体代表部参事官
- 1995年（平成7年） 1月 在マレーシア大使館参事官
- 1996年（平成8年） 7月 法務省入国管理局政策課長
- 1998年（平成10年） 7月 財団法人世界平和研究所主任研究員
- 2001年（平成13年） 6月 モントリオール総領事
- 2004年（平成16年） 9月 駐コートジボワール特命全権大使
- 2004年（平成16年） 11月 兼トーゴ、兼ニジェール、兼ブルキナファソ、兼ベナン特命全権大使
- 2006年（平成18年） 4月 国際協力銀行理事
- 2008年（平成20年） 10月 駐ヨルダン特命全権大使
- 2011年（平成23年） 3月 駐ベネズエラ特命全権大使
- 2013年（平成25年） 退任[1]
- 2014年（平成26年） 9月　公益財団法人日本テニス助成財団代表理事[2]
- 2023年（令和5年） 5月　瑞宝中綬章受章[3]
  - 一般社団法人アフリカ協会特別研究員、東京国際大学国際関係学部特命教授・特任教授[4][5]

## 同期
- 河野雅治（11年駐伊大使・09年駐露大使・07年外務審議官・05年総合外交政策局長）
- 塩尻孝二郎（11年EU大使・08年駐インドネシア大使・05年外務省大臣官房長）
- 天野万利（07年OECD事務次長）
- 塩崎修（08年駐ホンジュラス大使）
- 坂場三男（08年駐ベトナム大使・06年外務報道官・中南米局長）
- 伊藤哲雄（09年駐ハンガリー大使・05年駐カザフスタン大使）
- 加来至誠（11年駐ホンジュラス大使、07年駐エルサルバドル大使）
- 杉本信行（01年上海総領事）
- 鈴木一泉（10年駐コロンビア大使）
- 並木芳治（10年駐コスタリカ大使）
- 中村滋（11年駐マレーシア大使・06年駐サウジアラビア大使・04国際情報統括官）
- 岩谷滋雄（10年駐オーストリア大使・07年駐ケニア大使）
- 鹿取克章（11年駐インドネシア大使・06年駐イスラエル大使）
- 黒田義久（10年駐ウズベキスタン大使）
- 水野達夫（07年駐ネパール大使）
- 堀江正彦（07年駐マレーシア大使・04年駐カタール大使）
- 神谷武（11年駐パラグアイ大使・08年駐アルジェリア大使）
- 岡田眞樹（11年駐タンザニア大使・09年農畜産業振興機構理事）
- 小林正雄（11年駐ガボン大使・10年官房調査官）
- 佐藤博史（12年駐キューバ大使）
- 川原英一（13年駐グアテマラ大使）
- 吉田潤（13年駐モーリタニア大使）